# Пихта (приток Сулати)
Пихта — река в России, протекает в Тверской и Московской областях.
Длина реки составляет 11 км. Берёт начало в заболоченном лесу, в 2 км южнее посёлка Конякино Калязинского района. Река течёт в южном направлении, на всем своём протяжении она окружена сетью выходящих в неё мелиоративных каналов. Населённых пунктов на реке нет. Впадает в озеро Заболотское, через которое протекает Сулать.
По данным Государственного водного реестра России, относится к Верхневолжскому бассейновому округу. Речной бассейн — (Верхняя) Волга до Куйбышевского водохранилища (без бассейна Оки), речной подбассейн — бассейны притоков (Верхней) Волги до Рыбинского водохранилища, водохозяйственный участок — Волга от Иваньковского гидроузла до Угличского гидроузла (Угличское водохранилище).